# 丸山隆之
丸山 隆之（まるやま たかゆき、1969年11月12日 - ）は、信越放送のアナウンサー。情報センターアナウンス部専任部長。

## 略歴
長野県上田市出身。長野県上田高等学校、早稲田大学を卒業した。実家は茶販売店である。
1995年から1998年12月まで南日本放送にアナウンサーとして在籍した。1999年1月、信越放送に中途入社した。
2006年、報道部に異動した。記者として夕方ニュースワイド「SBCニュースワイド」のキャスターを務めている。下記にも示した通り、信越放送の夕方のニュースは2006年度から2010年に現在の「ニュースワイド」に定着するまでの5年間は毎年のように題名を変えていたが、通算5番組（2013年現在）続けて司会を務めた。「ニュースワイド」は2013年3月で降板し、「モーニングワイド ラジオJ」「MiXxxxx+」を経て、現在はあさまるなどに出演している。
2022年3月1日付けで同局情報センターアナウンス部長から、専任部長になった。アナウンス部長の後任は、堀内哲也。

## 現在の担当番組
ラジオ
- あさまる（2024年4月1日 - 、月 - 水曜パーソナリティ）

テレビ
- ずくだせテレビ（中継リポーター／2016年10月 - ）[注釈 1]

## 過去の担当番組

### 信越放送
ラジオ
- できたてワイド ラジオどんぶり（2001年4月 - 2003年3月）
- ラジオストーリー・丸山隆之のとことん金曜日（2001年4月 - 2002年3月）
- おいしいワイド　まるさか亭（2003年4月 - 2006年3月）
- モーニングワイド ラジオJ（2022年10月3日 - 2024年3月26日、月・火曜パーソナリティ）[注釈 2]
- MiXxxxx+（2020年9月30日 - 2024年3月27日、水曜パーソナリティ）
- 加藤昌則ののぶっとび!クラシックでR（2023年10月 - 2024年3月、パーソナリティ）
- 坂ちゃんのずくだせえぶりでい

テレビ（アナウンサー）
- ほっとスタジオSBC（1999年4月 - 2001年3月）

テレビ（報道部員）
- 信州まるごとワイド。キャッチ!（2006年9月 - 2007年3月）
- NEWS キャッチ!（2007年4月 - 2008年3月）
- SBC News6（2008年3月31日 - 2009年3月）
- 総力報道!THE NEWS SBC（2009年4月 - 2010年3月26日）
- SBCニュースワイド（2010年3月29日 - 2013年3月29日）

### 南日本放送
ラジオ
- 大ヒット一直線
- ラジオマガジン930
- フレッシュアナウンサーの1、2の3、4
- ぽっぷん王国ミュージックスタジアム

テレビ
- おはようクジラ初代鹿児島担当キャスター